# (4045) Lowengrub
(4045) Lowengrub ist ein Hauptgürtelasteroid, der am 9. September 1953 vom Goethe-Link-Observatorium aus entdeckt wurde.
Der Asteroid wurde nach dem US-amerikanischen Mathematiker Morton Lowengrub benannt.